# Nezavisna Albanija
Nezavisna Albanija je bila međunarodno nepriznata parlamentarna država osnovana u Valoni 28. studenoga 1912. Njena skupština nastala je istog dana dok su vlada Nezavisne Albanije i njen senat nastali 4. prosinca 1912.
Delegacija Albanije podnijela je memorandum sudionicima Londonske konferencije zahtijevajući međunarodno priznanje Nezavisne Albanije. Na početku konferencije donijeta je odluka, da će područje Albanije biti pod suverenitetom Osmanskoga Carstva. Zahtjevi Albanije za međunarodnim priznanjem koji su bazirani na pravu etničkih Albanaca na samoopredjeljenje nisu uvaženi i Londonski ugovor o miru potpisan 30. svibnja 1913., podijelio je teritorij Nezavisne Albanije između Srbije, Grčke i Crne Gore, smanjujući na takav način teritorij Albanije na središnju Albaniju pretvorenu u protektorat velikih sila.
Veleposlanici velikih sila ponovo su se sastali 29. srpnja 1913. i odlučili da nastane nova država, Kneževina Albanija kao ustavna monarhija. Konačno, to je potvrđeno Bukureštanskim ugovorom potpisanim u kolovozu 1913., čime je oko 30% etničkih Albanaca ostalo izvan granica nove države., jer su živjeli na teritoriju Albanije, kojega su međusobno podijelile susjedne države.